# 大井インターチェンジ
大井インターチェンジ（おおいインターチェンジ）は、京都府亀岡市大井町北金岐井尾にある、京都縦貫自動車道のインターチェンジである。

## 歴史
- 1988年（昭和63年）2月17日 : 千代川IC - 亀岡IC間が、一般国道9号 亀岡道路として、無料で開通。
- 1993年(平成5年)
  - 4月1日 : 千代川IC - 沓掛IC間が、国道9号から国道478号に変更され、それに伴い起点と終点が入れ換わる。
  - 9月9日 : 千代川IC - 亀岡IC間が有料化。
- 1996年（平成8年）4月27日 : 一般国道9号 亀岡道路の名称が京都縦貫自動車道（京都丹波道路）に変更し、千代川IC - 亀岡IC間が4車線化。
- 2005年（平成17年）10月1日 : 道路関係四公団民営化により、京都丹波道路の保有を、独立行政法人 日本高速道路保有・債務返済機構に、管理を西日本高速道路株式会社に移管。
- 2010年（平成22年）6月28日 : 京都丹波道路で高速道路無料化社会実験が開始[1]。
- 2011年（平成23年）6月20日 : 政府が東北地方太平洋沖地震（東日本大震災）の復旧・復興費用をまかなうため、0時をもって高速道路無料化社会実験が一旦終了し、一時凍結される[2]。

## 周辺
- JR西日本山陰本線（嵯峨野線） 並河駅
- 鉄道歴史公園
- 亀岡市立大井小学校

## 接続する道路
- 京都府道407号東掛小林線

## 料金所
料金所は丹波方面出入口にのみ設置されている。大山崎方面へ向かう場合の料金は出口料金所で、大山崎方面からは篠本線料金所で料金を精算する。
- ブース数 : 4

### 入口
- ブース数 : 2
  - ETC専用および一般またはETC・一般の可変式ブース : 1
  - 一般（精算機） : 1

### 出口
- ブース数 : 2
  - ETC専用および一般またはETC・一般の可変式ブース : 1
  - 一般（精算機） : 1

## 隣
E9 京都縦貫自動車道（京都丹波道路）
(11)千代川IC - (12)大井IC - (13)亀岡IC